# Велика-Кладуша (община)
Община Велика-Кладуша (босн. Opština Velika Kladuša, серб. Општина Велика Кладуша, хорв. Općina Velika Kladuša) — боснийская община в составе Федерации Боснии и Герцеговины, расположенная в западной части Боснии и Герцеговины. Административным центром является город Велика-Кладуша.